# Курбан-Кара (Сары-Колотский айылный аймак)
Курбан-Кара (кирг. Курбан-Кара) — село в Кара-Сууском районе Ошской области Кыргызстана. Входит в состав Сары-Колотского айылного аймака.

## География
Село расположено в северо-западной части области, на берегу канала Савай, на расстоянии приблизительно 6 километров (по прямой) к востоку от города Кара-Суу, административного центра района. Абсолютная высота — 813 метров над уровнем моря.

## Население
Согласно оценочным данным Национального статистического комитета Кыргызской Республики, численность населения села на начало 2023 года составляла 1802 человека.
| год     | 2009 | 2014 | 2015 | 2020 | 2021 | 2023 |
| ------- | ---- | ---- | ---- | ---- | ---- | ---- |
| человек | 1308 | 1285 | 1320 | 1656 | 1697 | 1802 |